# Кальмар, Карлос
Карлос Кальмар (исп. Carlos Kalmar; род. 26 февраля 1958, Монтевидео) — уругвайский дирижёр.
Родился в семье еврейских беженцев из Европы. Окончил Венскую музыкальную академию под руководством Карла Эстеррайхера. В 1984 г. выиграл конкурс дирижёров имени Ханса Сваровски.
В 1987—1992 гг. главный дирижёр Гамбургского симфонического оркестра, в 1991—1995 гг. генеральмузикдиректор Штутгарта, в 1996—2000 гг. — Дессау, в 2000—2003 гг. главный дирижёр венского Тонкюнстлероркестра. В 2003—2021 гг. музыкальный руководитель Орегонского симфонического оркестра. В 2021 году возглавил дирижёрское отделение Кливлендского института музыки.